# 강충룡
강충룡(姜忠龍, 1974년 8월 14일 ~ )은 대한민국 제주특별자치도의회 의원이다.

## 학력
- 효돈초등학교
- 효돈중학교
- 중문고등학교
- 탐라대학교 경영학 학사

## 경력
- 제주특별자치도 럭비협회 회장
- 서귀포시 재향군인회 이사
- 2018년 7월 1일 ~ 2022년 6월 30일 : 제11대 제주특별자치도의회 의원
  - 2019.06 ~ 2020.06 : 제11대 제주특별자치도의회 전반기 부의장
  - 제11대 제주특별자치도의회 환경도시위원회 위원
  - 제11대 제주특별자치도의회 예산결산특별위원회 위원
- 2022.01 ~ 2022.03: 국민의힘 제주를 살리는 선거대책위원회 서귀포시당협 선대위원장
- 2022년 7월 1일 ~ : 제12대 제주특별자치도의회 의원
  - 제12대 제주특별자치도의회 후반기 부의장
  - 제12대 제주특별자치도의회 후반기 교육위원회 위원

## 역대 선거 결과
|  | 31.03% |

|  | 38.08% |

|  | 60.96% |